# Aujon
Aujon – 68-kilometrowej długości rzeka w departamentach Górna Marna i Aube w regionie Szampania-Ardeny w północno-wschodniej Francji. Wypływa w okolicach Perrogney-les-Fontaines i płynie generalnie na północny zachód. Jest prawym dopływem rzeki Aube, do której uchodzi w miejscowości Longchamp-sur-Aujon.

## Departamenty i miejscowości na jej drodze
Lista została ułożona w porządku od źródeł do ujścia:
- Górna Marna (58 km): Perrogney-les-Fontaines, Auberive, Rochetaillée, Vauxbons, Saint-Loup-sur-Aujon, Giey-sur-Aujon, Arc-en-Barrois, Cour-l’Évêque, Coupray, Châteauvillain, Pont-la-Ville, Orges, Cirfontaines-en-Azois, Aizanville, Maranville, Rennepont.
- Aube (10 km): Longchamp-sur-Aujon.